# 周之屏
周之屏（？—？），字伯卿，号鹤皋，湖廣長沙府湘潭縣人，馬船籍，明朝政治人物。

## 生平
嘉靖二十五年（1546年）丙午湖廣鄉試第三十七名，嘉靖三十八年（1558年）中式己未科進士。次年任直隸溧水縣知縣，陞南京吏部主事。隆慶二年（1568年）任吉安府知府，五年八月升贵州按察司副使、提调学校，十二月调任河南。
萬曆五年（1577年）六月起为山東提學副使，八正月陞廣東左參政，十一年闰二月升本省按察使，九月升浙江右布政使，十二年二月升江西左布政使。

## 家族
曾祖周淦；祖父周思時，壽官；父周訓，監生。母楊氏。重庆下。弟周之翰（贡士）。
弟周之基、周之龙，曾孙周星皆进士。